# Ван Дун
Ван Дун (кит. упр. 王栋, пиньинь Wáng Dòng); родился 10 сентября 1981 года, Циндао, провинция Шаньдун) — китайский футболист, полузащитник клуба «Циндао Хайню» и национальной сборной КНР.

## Карьера

### Клубная карьера
Ван Дун начал свою профессиональную карьеру в сезоне 2000 года, выступая за команду второго дивизиона «Шанхай Пудун», однако игрок не получал достаточно игровой практики и решил покинуть команду. В итоге в следующем сезоне он перешёл в другую команду второго дивизиона «Чанчунь Ятай», за которую стал выступать в основе, а за сезон выходил на поле 19 раз и забил 5 мячей. Команда прогрессировала и претендовала на повышение в классе, а Ван Дун стал её неотъемлемой частью. В 2005 году «Чанчунь Ятай» по итогам сезона удалось выйти в Суперлигу. Выступая в высшем дивизионе, игрок не затерялся, а наоборот — привлекал внимание голевым чутьем и способностью отдать обостряющие передачи. Команда же в сезоне выступила удачно, заняв 4-е место. В сезоне Ван Дун доказал свою незаменимость в центре поля, а команда по итогам сезона 2007 завоевала титул чемпиона Суперлиги. С приходом в команду нового главного тренера, которым стал Ли Шуньбинь, Ван Дун получил травму и стал получать заметно меньше игрового времени на поле. Восстановление пришлось перенести в Австралию, где он некоторое время выступал за клуб «Ньюкасл Юнайтед Джетс».

### Международная карьера
После удачного сезона 2006 года с «Чанчунь Ятай» Ван Дун был выбран главным тренером национальной сборной Чжу Гуанху для участия в товарищеском матче против Гондураса 12 февраля 2006 года, в котором китайская сборная уступила со счётом 1-0. 10 августа 2006 года игрок принял участие в ещё одном товарищеском матче против сборной Таиланда. Матч оказался удачным — сборная победила 4-0, а Ван Дун забил один из мячей. После этого игрок выходил на поле регулярно на месте правого полузащитника. В итоге, Ван Дун стал членом сборной в Кубке Азии 2007 года, где принимал участие во всех играх групповой стадии, однако дальше сборная КНР не прошла. При этом игроку дважды удалось отличиться в игре против команды Малайзии, которая закончилась со счётом 5-1. После неудачного выступления на тренерский мостик пришёл новый главный тренер Владимира Петровича, а Ван Дун продолжал вызываться в сборную для участия в квалификационных матчах на Чемпионат мира. После отставки Петровича Ван Дун в сборную не вызывался.

## Достижения
- Чанчунь Ятай

Суперлига Китая по футболу: чемпион, 2007

Китайская лига Цзя-Б: чемпион, 2003